# Vantinge Kirke
Vantinge Kirke er kirken i Vantinge Sogn i Faaborg-Midtfyn Kommune.
Kirken menes at være bygget i senmiddelalderen.
De ældste dele er kor og skib, opført af røde munkesten (nu hvidkalkede). Kirken har fladt loft, som er pudset, men koret er hvælvet. Våbenhuset er sandsynligvis yngre. Tårnet af egebindingsværk blev opført efter 1589.
Kirken har 75 siddepladser, og kirkens orgel er fra 1979 med fem stemmer.
Prædikestolen er enkelt arbejde fra den sene renæssancetid. Altertavlen er "ny" og er en smuk kopi af Anton Laurids Johannes Dorphs maleri ”Jesus hos Martha og Maria”.
Kirkeklokken er lille og har en yderst enkel klang. Den er støbt i 1832. I våbenhusets væg er nu indmuret en granitgravsten, som tidligere lå i skibet.
Vantinge kirke ejedes af besidderen af grevskabet Muckadell indtil 1911, da den gik over til sogneeje.

## Eksterne kilder og henvisninger
- Vantinge Kirke hos KortTilKirken.dk
- Kirkens beskrivelse hos Trap – Kongeriget Danmark, s. 677